# Bona folkhögskola

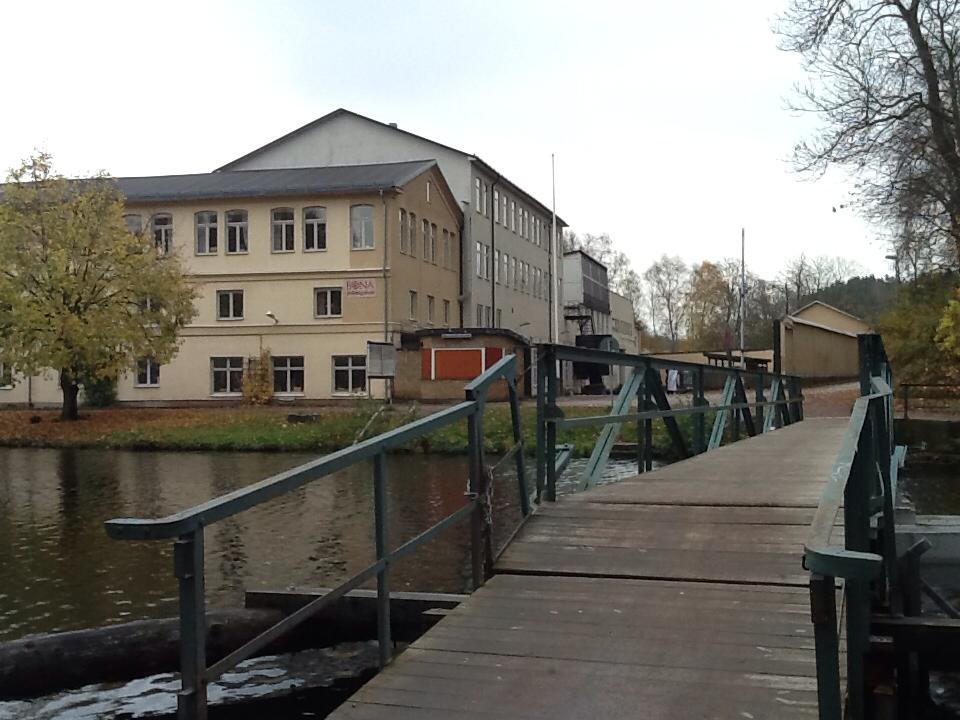
Bona folkhögskola, vid Göta kanal

Bona folkhögskola i  Östergötland ligger ett stenkast från Göta kanal i Motala. Som folkhögskola erbjuder man kurser inom en rad olika områden. Bland annat finns allmänna kurser för grundbehörigheter till vidare studier, etableringskursen för att lära sig svenska, en studiemotiverande folkhögskolekurs, och kurser i teater, båtbyggande och husbyggande. Dessutom finns tre distanskurser i skrivande, socialism och finanskriser. 
Bonas grundvärderingar kommer från vänster vilket bland annat innebär att radikal samhällsdebatt och solidaritet präglar verksamheten.

## Historia
Skolan grundades 1984 med Vänsterpartiet som huvudman. Efter konkurs flyttade man från orten Bona i norra delen av Motala kommun till sina nuvarande lokaler i före detta Motala Verkstads kontorsutrymmen 1999. Numera drivs skolan som en ekonomisk förening. 

## Övrig information
Skolan erbjuder också öppna kvällsföreläsningar och musikkvällar av skiftande slag. 